# جونغ هون
جونغ هون (هانغل: 정훈) هو لاعب كرة قدم كوري جنوبي في مركز الوسط، ولد في 31 أغسطس 1985 في كوريا الجنوبية. لعب مع جونبك هيونداي موتورز.

## وصلات خارجية
- جونغ هون على موقع دوري كوريا الجنوبية (الإنجليزية)
- جونغ هون على موقع قاعدة بيانات كرة القدم.إي يو (الإنجليزية)
- جونغ هون على موقع Soccerway.com (الإنجليزية)